# Pertti Kurikan Nimipäivät
A Pertti Kurikan Nimipäivät (magyarul: Pertti Kurikka névnapja, röviden: PKN) egy finn punkrock együttes volt, amely 2009-ben alakult meg egy, a fejlődési rendellenességgel élő felnőttek számára létrehozott jótékonysági műhelyben. A zenekar a 2012-ben bemutatott The Punk Syndrome című finn dokumentumfilm főszereplőjeként vált ismertté. 2015-ben bejutottak az Uuden Musiikin Kilpailu finn eurovíziós nemzeti válogatóműsor döntőjébe, amelyet meg is nyertek, így ők képviselték Finnországot a 2015-ös Eurovíziós Dalfesztiválon, azonban nem jutottak tovább az elődöntőből, ott az utolsó helyen végeztek. Az együttes 2016 decemberében oszlott fel, amikor Pertti Kurikka gitáros betöltötte a hatvanadik életévét, és visszavonult a punkzenéléstől.

## Pályafutás

### 2004–2012: Alakulás
A Pertti Kurikan Nimipäivät együttes a Lyhty nevű, fejlődési rendellenességgel élő felnőtteket támogató jótékonysági szervezet egyik műhelyében alakult. 2004-ben Pertti Kurikka, a zenekar későbbi gitárosa, találkozott a Lyhty szervezőjével, Kalle Pajamaával. Pajamaa felismerte Kurikka zenei tehetségét, és elhatározta, hogy zenekart alapít köré. Az előkészületek öt éven át tartottak, végül 2009-ben mutatkozott be nyilvánosan a zenekar.
2009-ben Pekka Karjalainen finn rendező olyan zenét keresett, amelyet fogyatékossággal élők adnak elő, a Vähän kunnioitusta című filmhez, amely egy értelmi sérült lány történetét meséli el. A Pertti Kurikan Nimipäivät a filmben szerepelt első demófelvételével, a Kallioon! című dallal. A szám gyorsan népszerű lett, és a zenekar hamar felfedezte, hogy rajongótábora jóval túlnyúlik a fogyatékossággal élők közösségén.
2012-ben tovább nőtt az ismertségük, amikor a róluk készült The Punk Syndrome című dokumentumfilm bemutatásra került. A film, amely a zenekar történetét és első európai turnéját mutatja be, jelentős rajongótábort hozott számukra Skandináviában és Németországban.

### 2014: Jótékonysági koncert Mr. Lordival
2014-ben az együttes közös jótékonysági koncertet adott Mr. Lordival, a Lordi rockzenekar frontemberével. Az eseményt 2014. május 23-án, Rovaniemiben rendezték meg, a mozambiki értelmi sérült közösség és a lappföldi Metkat Szövetség javára.

### 2015–2017: Eurovíziós Dalfesztivál és feloszlás
Az együttes 2015-ben részt vett az Uuden Musiikin Kilpailu finn eurovíziós nemzeti válogatóműsorban az Aina mun pitää című dallal. A versenyben való indulással céljuk az volt, hogy felhívják a figyelmet a Down-szindrómásokra. 2015. február 7-én bejutottak a verseny döntőjébe, majd február 28-án megnyerték azt, így Finnország indulói lettek a 2015-ös bécsi versenyen. A Pertti Kurikan Nimipäivät volt az első punkzenekar, amely a dalfesztiválon szerepelt. A részvételük nagy nemzetközi médiavisszhangot keltett, beszámolt róluk többek között a BBC, a The Guardian és az Associated Press.
2015. május 11-én a finn Posti bélyeget adott ki a zenekar tiszteletére, nyolc nappal az első elődöntő előtt. A dalfesztivál első elődöntőjében végül a tizenhatodik, utolsó helyen végeztek, így nem jutottak tovább a döntőbe.
Az együttes 2016. december 26-án tartotta búcsúkoncertjét, amely egyben Pertti Kurikka hatvanadik születésnapja volt. A zenekar a koncert után feloszlott. 2017-ben egy alkalomra újra összeálltak egy jótékonysági koncert erejéig.

## Tagok
Az együttes négy tagból állt: Pertti Kurikka gitárosból, Kari Aalto énekesből, Sami Helle basszusgitárosból és Toni Välitalo dobosból. Valamennyi tag Down-szindrómával vagy autizmussal élt.

## Diszkográfia

### Albumok
- Letkukytkentöjä (2016)

### Válogatásalbumok
- Kuus kuppia kahvia ja yks kokis (2012)
- Sikakovapaketti (2012)
- Coffee Not Tea (2013)
- The Best of Greatest Hits (2015)

### EP-k
- Ei yhteiskunta yhtä miestä kaipaa (2010)
- Päättäjä on pettäjä (2011)
- Osaa eläimetkin pieree (2011)
- Asuntolaelämää (2012)
- Jarmo (2013)
- Mies haisee / Joe Weider (2015)
- Oma rauha (2015)
- 12-inch split (2015)

### Kislemzek
- Mongoloidi (2014)
- Me ollaan runkkareita (2014, megosztva a Hard Skinnel)
- Aina mun pitää (2015)
- Pertti käyttää kondomia (2015)
- Kännissä kotiin, aamulla töihin (2016)